# Aziz Mašán
Abdulaziz Ahmad Al Masha'an Al Enezin (arabsky عبدالعزيز أحمد المشعان العنزي, zkráceně Aziz Mašán, * 19. října 1988, Kuvajt) je kuvajtský fotbalový záložník od léta 2014 působící v  klubu Qadsia SC. Může hrát na pozici útočníka nebo záložníka, má pověst výborného exekutora trestných kopů.

## Klubová kariéra
Svou fotbalovou kariéru začal v kuvajtském klubu Qadsia SC, kde se propracoval až do prvního mužstva. V roce 2006 přestoupil do belgického RE Mouscron, odkud se po roce kvůli finančním těžkostem klubu vrátil zpět do Qadsia SC. S ním získal 4 ligové tituly. V zimní přestávce sezóny 2012/13 jej testoval klub 1. FK Příbram, Mašán trenéry zaujal a s klubem podepsal dvouletou smlouvu.
V Gambrinus lize debutoval 2. března 2013 v utkání proti hostujícím Teplicím a uvedl se parádně. V 11. a 22. minutě vstřelil úvodní 2 góly zápasu. První gól vstřelil z trestného kopu, druhý vstřelil pravačkou k tyči po uvolnění se v pokutovém území. Příbram porazila Teplice 3:1. S klubem bojoval o záchranu v Gambrinus lize, která se nakonec pod vedením trenéra Františka Straky zdařila. Do konce sezony odehrál celkem 13 ligových zápasů, další góly už nepřidal. I tak byl po ukončení ročníku 2012/13 v anketě ohodnocen jako 4. nejlepší cizinec ligy. V létě 2014 v Příbrami skončil, jeho ligová bilance činila 31 zápasů a 2 vstřelené góly. Vrátil se do kuvajtského klubu Qadsia SC.